# Lowell Regio
La Lowell Regio è una struttura geologica della superficie di Plutone. È stata scoperta dalla sonda New Horizons nel 2015. Prende il nome da Percival Lowell, il fondatore dell'osservatorio dove Clyde Tombaugh ha scoperto Plutone.